# 애정의 조건 (2004년 드라마)
《애정의 조건》은 2004년 3월 20일부터 2004년 10월 10일까지 방영된 한국방송공사 주말연속극이다.

## 기획 의도
<여자>는 무엇으로 사는가? 그리고, 잘못된 선택을 한 <여자>는 어떻게 살아지는가? 여자는 과거는 용서받을 수 없는 주홍글씨인가...
이 드라마는,
- 쉽게 만나 쉽게 살다 쉽게 헤어지는 요즘 젊은이들의 성의식...

동거도 하나의 선택이라고 주장하며 혼전 동거가 아무렇지도 않게 메스컴을 타고 영화나 드라마의 소재가 되고 있는 현시점에서, 결혼으로 이어지지 못한 혼전동거가 가져올 폐해, 특히 여자에게 얼마나 치명적이며 돌이킬 수 없는 고통으로 남는지, 동거만연 풍토에 경종을 울리는 이야기이다.
- 이혼율 세계 2위. 깨어지는 가정. 버려지는 가족들...

그중 불륜으로 인한 이혼이 가장 많은 이 시대에 한 번쯤 우리의 모습을, 우리 가정의 현주소를, 진지하게 반추해봄으로써 결혼의 신성함, 가정의 소중함을 깨닫게 하는 이야기이다.

## 등장 인물

### 주요 인물
- 채시라 : 강금파 역

한걸의 장녀. 전업주부. 겉으로는 누구나 부러워하는 변호사 남편과 결혼생활을 하며 아이 하나를 기르고 있다. 그러나 남편은 회사 후배와 바람을 피우고, 그걸 눈치 챈 금파는 괴롭지만 이혼할 용기도 없어 혼자 속앓이를 한다. 그러던 중 우연히 채팅으로 연락이 닿은 첫사랑 초등학교 동창과자연스레 가까워지며 위안을 받는다. 그러나 두 사람의 위태로운 관계는 마침내 남편에게 들통이 나고, 금파는 그토록 피하고 싶었던 이혼 서류에 도장을 찍게 된다. 이혼 후 살림밖에 모르던 금파는 '바람 핀 이혼녀'라는 사회적 냉대를 감수하면서 눈물겨운 홀로서기를 한다. 결국 정신적으로는 물론이고 경제적으로도 자립하여 자기 인생을 당당하게 살게 되지만 정한과의 재결합 과정에서 골머리를 앓는다.
- 한가인 : 강은파 역

한걸의 삼녀. 비운의 여주인공. 엄마의 냉대와 구박 속에서 늘 언니들과 비교 당하며 자란 은파는 지방대에 다니던 중, 여자들에게 인기도 좋고 남자다운 전성기에게 반해, 결국 집에다가는 친구와 자취한다고 거짓말을 하고는 전성기와의 동거생활을 시작한다. 집에 들킬까 늘 불안하게 살면서도, 처음으로 따뜻한 정을 느끼게 해 준 전성기와 언젠가는 결혼할거라 믿고 전성기의 뒷바라지까지 다한다. 전성기의 아이를 갖지만 유산하고 이별 후 장수와 결혼하지만, 전성기 엄마에 의해 동거했던 과거가 밝혀지며 이혼 위기에 놓인다. 결국, 임신을 한 채 이혼을 하게 되고 홀로 딸을 출산한다.
- 지성 : 노윤택 역

은파의 키다리 아저씨. 윤리선생님이 되는 것이 장래 희망이었던 윤택은 사범대학에 다니다 학비가 없어 군대에 간다. 활달하고 유머감각과 재치가 넘치지만 속생각이 많고 마음이 여려 결단력이 부족하고 섬세하고 부드러운 성격이다. 군대에서 제대해 오자마자, 자신의 첫사랑인 은파를 찾아 헤매지만 찾을 길이 없다. 그러던 중, 삼촌(노마진)의 강요에 못 이겨 복학할 동안 아르바이트로 나이트클럽의 웨이터 일을 시작하면서 은파와 재회하게 된다.
- 이종원 : 진정한 역

금파의 남편. 유능한 이혼전문 변호사로 합동법률회사에 다니며 승소율도 높아 수입도 좋은 편이다. 자기 일에 충실한 스타일이고, 아파트 재건축 관계로 임시로 처갓집 이층에 들어와 살고 있다. 후배 여자 변호사와 부적절한 관계를 유지하고 있지만 가정을 버릴 생각은 없다. 그에게 바람이란 삶의 활력소며 스트레스 해소용일 뿐이다. 그렇기에 자기 행적에 대해 의심하고 꼬치꼬치 캐묻는 금파가 귀찮고 짜증난다. 그러니 둘 사이는 자연히 멀어지고 대화도 없다. 그러던 어느 날 아내가 채팅남과 위험한 관계에 있다는 것을 알고 충격을 받으며, 배신감과 상처난 자존심으로 끝내 이혼을 감행한다.
- 송일국 : 나장수 역 (18회 엔딩 때 등장)

은파의 남편. 미국에서 공인중개사, 회계사 자격증까지 딴 엘리트이자 밝고 낙천적인 성격의 소유자. 매사에 자신감이 넘치며 유학에서 돌아와 광고회사를 차린다. 강한 어머니에게 영향받아 마마보이 기질이 있는 모범생이지만 자신의 이상형은 어머니와 반대인 참하고 여성스러운 여자다. 어머니가 운영하는 어린이집으로 어머니를 만나러 갔다가 그 곳에서 은파에게 호감을 느낀다. 적극적인 애정공세를 펼친 끝에 은파와 결혼에 골인하게 된다.

### 금파&은파네
- 한진희 : 강한걸 역 - 한국형 남자, 세 자매의 아버지
- 오미연 : 구기자 역 - 금파, 진파의 어머니
- 김소희 : 강진파 역 - 한걸의 차녀, 국제 변호사
- 김은재 : 진수빈 역 - 금파와 정한의 아들

### 장수네
- 장용 : 나만득 역 - 장수와 애리의 아버지이자 은수의 할아버지, 전업주부
- 윤미라 : 이현실 역 - 장수와 애리의 어머니이자 은수의 할머니, 산후조리원 운영
- 이보희 : 나진득 역 - 만득의 여동생
- 조여정 : 나애리 역

장수의 여동생이자 은파의 시누이, 은수의 고모. 업계에서 인정받는 보석 디자이너. 재기발랄하고 자신감 넘치는 성격에 일할 때와 놀 때를 분명히 구별하는 똑똑하고 이기적인 현대여성의 전형이다. 인생의 주인공은 나 자신이라는 것을 일찌감치 깨닫고 뭐든지 자기 위주로 한다. 하물며 남자도 자신을 위해 존재하며 자신이 갖추어야 할 악세사리 정도로 생각해 남성편력도 심하다. 구질구질하게 결혼 같은 것은 하지 않겠다고 공언했지만 윤택을 만나면서 흔들린다.
- 박유선 : 나은수 역 - 은파와 장수의 딸 (마지막회 출연)

### 윤택네
- 정한용 : 노마진 역 - 윤택의 삼촌, 때밀이
- 손현주 : 노광택 역 - 윤택의 형
- 이원재 : 모범수 역 - 윤택의 대학동기

### 그 외 인물
- 박용우 : 전성기 역

터프하고 멋진 남자로 은파의 가슴을 설레게 했던 첫사랑이었으나, 불우한 가정환경 탓에 어려서부터 도박과 술에 빠지게 된다. 자신을 사랑한다고 따르는 은파와 편하다는 이유로 동거를 시작하지만, 결혼을 꿈꾸는 은파와는 달리 애초에 결혼 같은 것은 안중에도 없고 여자관계도 복잡한 남자다. 돈 때문에 은파를 괴롭히고 나이트클럽이나 노래방에 미리 선금을 받고 팔아먹다시피 하지만, 은파는 그런 성기를 쉽게 떠나지 못한다. 기본적으로 악한 인간은 아니지만 돈에 시달리던 성기는 점점 악랄해지고...
- 김혜선 : 미선 역 - 금파의 친구
- 장현성 : 정명수 역 - 금파의 친구
- 신은정 : 백진주 역 - 변호사
- 반효정 : 복실 역 - 정한의 어머니
- 조양자 : 성기 엄마 역 - 성기의 어머니
- 이두섭 : 김개떡 역 - 현실의 회사 부장
- 정유미 : 맹한지 역 - 범수의 연인
- 김윤희 : 켈리 박 역 - 장수의 과거 여자친구
- 윤진호 : 사채업자 역
- 이미숙 : 수빈이 입원한 병원 정신과 주치의 역
- 남현주 : 은파의 어린이원장 역
- 현영 : 장수의 과거 여자친구 역
- 이도희
- 허인영
- 이세미
- 최인숙
- 강철성
- 손종범
- 강우석
- 윤갑수
- 류용진 : 피자집 종업원 역
- 나경민
- 백소미
- 박현숙
- 김난주
- 김하균 : 문방구 역 - 금파의 맞선남 역
- 왕종근

## 시청률
- AGB닐슨 미디어리서치에 따르면, 1회 시청률 18.9%로 출발한[1] 애정의 조건은 10월 4일 42.2%를 기록하며 40%를 돌파했다.[2]
- 45.4%의 최고 시청률로 종영하였으며 평균 시청률은 26.3%이다.[3]
- 한국방송공사 주말연속극이 40%를 돌파한 것은 <야망의 전설> 이후 6년 만의 일이었다.

## 연장
- 2004년 7월 16일 : 애정의 조건 방영 분량이 50부작에서 10회 연장되어 60부작으로 변경 및 확정되었다. 후속작인 <부모님전상서>의 준비가 늦어진 떼 따른 것이다.[4]

## 수상 경력
- 2004년 KBS 연기대상 여자 최우수상 채시라
- 2004년 KBS 연기대상 여자 우수상, 베스트 커플상 한가인
- 2004년 KBS 연기대상 베스트 커플상 송일국
- 2004년 KBS 연기대상 작가상 문영남

## 경쟁 프로그램
- 장미의 전쟁 (MBC)

## 참고 사항
- 김소연이 강은파 역으로 낙점되었으나(당시 제목은 '이브의 선택') <2004 인간시장> 출연으로 거절하여 한가인이 대신 출연하였다.
- 황수정이 강금파 역으로 낙점되었으나,[5] 물의(2001년 필로폰 투약 혐의로 구속된 데 이어 유부남과의 간통 혐의)를 일으킨 연예인을 캐스팅하는 것에 대한 반대여론을 의식해 막판에 채시라로 캐스팅이 변경되었다. 이 과정에서 <이브의 선택> 대신 <애정의 조건>으로 제목이 변경된 바 있었다.
- <불멸의 이순신> 캐스팅에서 막판 탈락한 아픔을 겪은 송일국은 해당 드라마로 복귀하였으며, 2004년 5월 22일부터 등장하였다.[6]
- 채시라의 10년 동안 집에서 살림만 한 주부 역할에 맞지 않은 날씬한 몸매에 주름살 하나 없이 화사하게 가꾼 얼굴이 극의 몰입을 방해한다는 지적이 있었다.[7]
- 남편의 불륜과 아내의 맞바람 등 주말 저녁, 온 가족이 오순도순 모여 앉아 시청하기에는 낯 뜨거운 장면들을 내보내어 지적을 받았다.[8][9]
- 성기(박용우) 엄마의 출연으로 인해 극의 분위기가 공포스러워졌다는 비판을 받았다.[10]
- 지성, 조여정은 10회 연장이 결정됨에 따라 연장 계약을 하지 않고 극에서 하차하였다. 이에 은파(한가인)가 이혼을 하고 윤택(지성)과 이어진다는 결말은 전면 수정되었으며, 하차하는 과정에서 지성은 배역에 대한 불만을 토로하기도 하였다.[11]